# Medea in Corinto (Mayr)
(Medea, Atto II, Scena 5)
Medea in Corinto è un'opera lirica di Giovanni Simone Mayr su libretto di Felice Romani.
Commissionata dal Teatro San Carlo di Napoli, debuttò sulla scena il 28 novembre 1813.

## Fortuna dell'opera
Avendo riscosso grande successo, negli anni seguenti fu rappresentata in numerosi teatri italiani ed europei (è attestata una seconda versione rappresentata al Teatro Sociale di Bergamo con Elisabetta Manfredini nel ruolo del titolo), soprattutto grazie all'interpretazione che ne diede Giuditta Pasta tra gli anni '20 e '30 del secolo, ma in seguito scomparve dai cartelloni dei teatri. Per una riscoperta in tempi moderni, si dovette attendere fino al 1977, con Leyla Gencer protagonista a Napoli. Nel 1994 l'etichetta Opera Rara incise l'opera con protagonisti Jane Eaglen, Bruce Ford e Raúl Giménez. La pubblicazione della nuova edizione critica dell'opera è stata alla base di alcuni nuovi allestimenti: St. Gallen (2009, direttore David Stern, Elzbieta Szmitka, Mark Milhofer, Lawrence Brownlee), Monaco di Baviera, Nationaltheater (2010, direttore Ivor Bolton, Nadja Michael, Ramón Vargas), Festival della Valle d'Itria di Martina Franca (2015, direttore Fabio Luisi, Davinia Rodriguez, Michael Spyres).  Nel novembre 2021 è tornata in scena al Teatro Sociale di Bergamo, per il Festival Donizetti Opera, la versione ampiamente modificata dallo stesso Mayr per quel teatro nel 1821 (direttore Jonathan Brandani, Carmela Remigio, Juan Francisco Gatell).

## Cast della prima assoluta
| Ruolo   | Registro vocale | Interprete della prima assoluta (1813, Napoli) | Interprete della seconda versione (1821, Bergamo) |
| ------- | --------------- | ---------------------------------------------- | ------------------------------------------------- |
| Medea   | soprano         | Isabella Colbran                               | Elisabetta Manfredini                             |
| Giasone | tenore          | Andrea Nozzari                                 | Pietro Bolognesi                                  |
| Creonte | basso           | Michele Benedetti                              | Pietro Sangiovanni                                |
| Creusa  | soprano         | Teodolinda Pontiggia                           | Maria Landini                                     |
| Ismene  | soprano         | Joaquína García                                | Giuseppina Conti                                  |
| Egeo    | tenore          | Manuel García                                  | Ferdinando Marchetti                              |
| Evandro | tenore          | Raffaele Ferrari                               | (ruolo assente)                                   |
| Tideo   | tenore          | Gaetano Chizzola                               | Giuseppe Pontirolli                               |

## Atto 1
Il regno di Corinto esulta per le prossime nozze tra il principe Giasone e Creusa, figlia del re locale Creonte. La felicità generale viene però funestata dalla presenza di Medea, moglie abbandonata di Giasone, famosa e temuta maga, e di Egeo, principe di Atene, pretendente alla mano di Creusa ma sprezzato da Creonte. Nel momento del matrimonio, Medea rovescia l'altare sacro, interrompendo il rito e profanando il tempio, mentre Egeo guida un manipolo di suoi uomini per impossessarsi di Creusa.

## Atto 2
Il colpo di Egeo è fallito: il principe ateniese è in prigione, e il popolo si appresta a festeggiare e riprendere le interrotte nozze. Medea, intanto, medita una vendetta più tremenda: fingendo di chiedere perdono a Creonte, manda i suoi figli per offrire in regalo a Creusa la sua veste nuziale, intrisa di un potente veleno mortale (non prima di aver liberato dal carcere Egeo). Appena Creusa la indossa, muore tra atroci dolori: Giasone e Creonte, infuriati, corrono verso la casa della maga per vendicare la fanciulla. Ma Medea afferma di dover essere punita di una colpa ben più grave: non ancora esauritasi la sua sete di vendetta, per far soffrire ancora di più Giasone, ha ucciso i figli che ha avuto da lui. Dopo aver maledetto l'infedele, Medea fugge verso Atene con Egeo, mentre il regno di Corinto viene sconvolto dalle sue magie.

## Struttura dell'opera

### Versione Napoli, 1813
- Sinfonia

#### Atto 1
- 1 Introduzione Perché temi? (Coro, Creusa, Evandro, Creonte)
- 2 Coro e Sortita Di gloria all'invito (Giasone)
- 3 Sortita Sommi Dei (Medea)
- 4 Duetto Cedi al destin, Medea (Giasone, Medea)
- 5 Scena e Sortita Io ti lasciai, piangendo (Egeo)
- 6 Finale primo Dolce figliuol d'Urania (Coro, Creonte, Creusa, Giasone, Medea, Egeo)

#### Atto 2
- 7 Aria Amiche, cingete - Caro albergo (Coro, Creusa)
- 8 Cavatina con Coro Antica notte, Tartaro profondo (Medea, Coro)
- 9 Duetto Non palpitar, mia vita (Giasone, Creusa)
- 10 Recitativo ed Aria Avverse, inique stelle - I dolci contenti (Egeo)
- 11 Recitativo e Duetto Ma qual fioco rumor? - Se il sangue, la vita (Egeo, Medea)
- 12 Aria Amor, per te penai (Giasone, Coro)
- 13 Scena ed Aria Ah, che tento? (Medea, Coro)
- 14 Finale secondo Era tua sposa (Coro, Giasone, Creonte, Tideo, Evandro, Egeo, Medea)

### Versione Bergamo, 1821
- Sinfonia

#### Atto 1
- 1 Introduzione Dunque ancor il suon di guerra (Coro, Creusa, Tideo, Creonte)
- 2 Coro e Sortita Di gloria all'invito (Giasone)
- 3 Sortita Sommi Dei (Medea)
- 4 Duetto Cedi al destin, Medea (Giasone, Medea)
- 5 Scena e Sortita Io ti lasciai, piangendo (Egeo)
- 6 Finale primo Dolce figliuol d'Urania (Coro, Creonte, Creusa, Giasone, Medea, Egeo)

#### Atto 2
- 7 Aria Amici, sciogliete - Grazie vi rendo, amici (Coro, Creusa)
- 8 Cavatina con Coro Antica notte, Tartaro profondo (Medea, Coro)
- 9 Duetto Non palpitar, mia vita (Giasone, Creusa)
- 10 Recitativo ed Aria Avverse, inique stelle - I dolci contenti (Egeo)
- 11 Recitativo e Duetto Ma qual fioco rumor? - Se il sangue, la vita (Egeo, Medea)
- 12 Aria Amor, per te penai (Giasone, Coro)
- 13 Scena ed Aria Ah, che tento? (Medea, Coro)
- 14 Finale secondo Era tua sposa (Coro, Giasone, Creonte, Tideo, Egeo, Medea)

## Incisioni discografiche
| Anno | Cast (Medea, Giasone, Egeo, Creusa, Creonte)                                        | Direttore      | Etichetta      |
| ---- | ----------------------------------------------------------------------------------- | -------------- | -------------- |
| 1969 | Maria Galvany, Allen Cathcart, Robert White, Joan Patenaude, Thomas Palmer          | Newell Jenkins | Vanguard       |
| 1977 | Leyla Gencer, William Johns, Gianfranco Pastine, Cecilia Fusco, Gianfranco Casarini | Maurizio Arena | Myto           |
| 1993 | Jane Eaglen, Bruce Ford, Raúl Giménez, Yvonne Kenny, Alastair Miles                 | David Parry    | Opera Rara     |
| 2010 | Elzbieta Szmytka, Mark Milhofer, Lawrence Brownlee, Evelyn Pollock, Wojtek Gierlach | David Stern    | Oehms Classics |
| 2015 | Davinia Rodriguez, Michael Spyres, Enea Scala, Mihaela Marcu, Roberto Lorenzi       | Fabio Luisi    | Dynamic        |